# Méré (Yonne)
Méré es una localidad y comuna francesa situada en la región de Borgoña, departamento de Yonne, en el distrito de Auxerre y cantón de Ligny-le-Châtel.

## Demografía
| 385 | 442 | 442 | 391 | 405 | 407 | 403 | 412 | 399 | 386 | 374 | 351 | 348 | 331 | 331 | 323 | 313 | 304 | 310 | 284 | 279 | 265 | 252 | 239 | 209 | 192 | 160 | 170 | 174 | 175 | 179 | 178 | 192 |
| Para los censos de 1962 a 1999 la población legal corresponde a la población sin duplicidades (Fuente: INSEE [Consultar]) |     |     |     |     |     |     |     |     |     |     |     |     |     |     |     |     |     |     |     |     |     |     |     |     |     |     |     |     |     |     |     |     |